# Shevtchenkella carinata
Shevtchenkella carinata är en spindeldjursart som först beskrevs av Alfred Nalepa 1892.  Shevtchenkella carinata ingår i släktet Shevtchenkella, och familjen Eriophyidae. Arten är reproducerande i Sverige.